# Albert Schultens
Albert Schultens (22 août 1686 – 26 janvier 1750) est un philologue et un orientaliste néerlandais.

## Biographie
Né à Groningue, il y étudie, puis part en 1706 à l'université de Leyde où il se spécialise dans l'hébreu et les langues apparentée. En 1707, il est à Utrecht, puis il retourne en 1708 à Groningue, où il est diplômé en théologie en 1709. Il devient alors pasteur à Wassenaar.
Il abandonne son poste paroissial en 1713 pour accepter la chaire d'hébreu à l'université de Franeker. Il y reste jusqu'en 1729, quand il est nommé à Leyde recteur du collegium theologicum, le séminaire pour les étudiants pauvres. De 1732 à sa mort, il est professeur de langues orientales à Leyde.
Il a été quelquefois appelé le père de la philologie comparative sémitique.

## Œuvres
- Dissertatio theologico-philologica de utilitate linguae Arabicae in interpretenda sacra lingua (1706), écrite lorsqu’il était encore étudiant à Groningue. Cette dissertation a établi la réputation de son auteur comme polémiste et hébraïste de premier ordre. la polémique qu'elle provoqua fut due, non pas pour l'utilisation que fait Schultens des cognats arabes pour éclaircir les mots obscurs de la Bible, pratique acceptée de longue date parmi les érudits protestants comme Thomas van Erpe ou Jean Henri Hottinger, mais pour la relation qu'il établit entre l'hébreu et les autres langues sémitiques, comme l'arabe classique, l'araméen, le syriaque ou le guèze, qu'il qualifie de filles de l'hébreu, voire de « dialectes ». Il répond ainsi à Jacques Gousset, qui avait publié son Commentarii linguae Ebraicae en 1702, et qui entendait retirer l'hébreu du cercle des études philologiques en raison du caractère sacré de cette langue[1].
- Oratio de linguae Arabicae antiquissima origine (1729). Dans cet ouvrage, Schultens modifie sa théorie, et qualifie l'hébreu et l'arabe de langues-sœurs, descendant toutes deux d'une langue plus ancienne aujourd'hui perdue, et reconnaissant même à l'arabe un caractère plus « pur » par rapport à cette langue originelle du fait du relatif isolement des tribus arabes.
- Institutiones ad Fundumenta Linguae Hebraea (1737)
- Origines Hebraeae (2 volumes, respectivement 1724 et 1738)
- De defectibus linguae Hebraeae (1731)
- Job (1737). Dans ce livre ainsi dans le suivant, Schultens recours très largement à l'arabe pour élucider les expressions hébreu obscures du livre de Job et des Proverbes.
- Proverbia Salomonis (1748)
- Vetus et regia via hebraïzandi (1738)
- Monumenta vetustiora Arabiae (1740)
- Institutiones Aramææ, inachevé (1745-49).